# Campeonato Capixaba de Futebol Americano de 2012
O Campeonato Capixaba de Futebol Americano de 2012 foi a quinta edição do campeonato de futebol americano do estado do Espírito Santo e a primeira edição full pad (com todos os equipamentos). Foi organizado pela Federação Capixaba de Futebol Americano (Fecafa) e pela primeira vez com a chancela da Associação de Futebol Americano do Brasil (AFAB).
O Vila Velha Tritões conquistou o tetracampeonato estadual.

## Fórmula de disputa
Os quatro times jogam entre si com turno e returno. Os dois melhores classificados disputam o título em jogo único.

## Participantes
| Equipe             | Cidade     | Campo                                        |
| ------------------ | ---------- | -------------------------------------------- |
| Antares FA         | Fundão     | Estádio Manoel de Almeida Matos              |
| Revolution FA      | Vila Velha | Campos do Colina e do Estrelinha (Cariacica) |
| Serra Cabritos     | Serra      | Campo do Canarinho                           |
| Vila Velha Tritões | Vila Velha | Campo do Colégio Marista                     |

## Primeira Fase

### Classificação
| Pos | Times              | J | V | D | PF  | PC  | SP   |
| --- | ------------------ | - | - | - | --- | --- | ---- |
| 1   | Vila Velha Tritões | 6 | 6 | 0 | 228 | 46  | 182  |
| 2   | Antares FA[a]      | 6 | 3 | 3 | 103 | 79  | 24   |
| 3   | Revolution FA[a]   | 6 | 3 | 3 | 50  | 121 | -71  |
| 4   | Serra Cabritos     | 6 | 0 | 6 | 44  | 179 | -135 |

Obs.:

- a ^  O Antares perdeu a vitória de 22–6 sobre o Revolution na primeira rodada, por atrasar o início da partida em duas horas. Foi computada para o Revolution vitória por 2–0 na tabela.[5]

### Resultados
Primeira rodada
| 3 de março | Antares FA | 22 – 6[a] | Revolution FA | Estádio Manoel de Almeida Matos, Fundão |
|            |            | Relatório |               | Público: 200                            |

| 4 de março | Vila Velha Tritões | 56 – 0    | Serra Cabritos | Campo do Marista, Vila Velha |
|            |                    | Relatório |                | Público: 500                 |

Segunda rodada
| 17 de março | Serra Cabritos | 6 – 22    | Revolution FA | Campo do Canarinho, Serra |
|             |                | Relatório |               |                           |

| 18 de março | Vila Velha Tritões | 19 – 7    | Antares FA | Campo da Pedra da Cebola, Vitória |
|             |                    | Relatório |            |                                   |

Terceira rodada
| 31 de março | Antares FA | 33 – 7    | Serra Cabritos | Estádio Manoel de Almeida Matos, Fundão |
|             |            | Relatório |                |                                         |

| 1º de abril | Revolution FA | 13 – 39   | Vila Velha Tritões | Campo do Colina, Cariacica |
|             |               | Relatório |                    |                            |

Quarta rodada
| 14 de abril | Serra Cabritos | 10 – 36   | Vila Velha Tritões | Campo do Canarinho, Serra |
|             |                | Relatório |                    |                           |

| 15 de abril | Revolution FA | 0 – 28    | Antares FA | Campo do Estrelinha, Cariacica |
|             |               | Relatório |            |                                |

Quinta rodada
| 5 de maio | Antares FA | 16 – 38 | Vila Velha Tritões | Estádio Manoel de Almeida Matos, Fundão |
|           |            |         |                    |                                         |

| 6 de maio | Revolution FA | 13 – 8 | Serra Cabritos | Cariacica |
|           |               |        |                |           |

Sexta rodada
| 19 de maio | Vila Velha Tritões | 40 – 0 | Revolution FA | Campo do Marista, Vila Velha |
|            |                    |        |               |                              |

| 20 de maio | Serra Cabritos | 13 – 19 | Antares FA | Campo do Canarinho, Serra |
|            |                |         |            |                           |

## Final
| 3 de junho | Vila Velha Tritões | 23 – 7    | Antares FA | Campo do Marista, Vila Velha |
|            |                    | Relatório |            |                              |

## Premiação
| V Campeonato Capixaba de Futebol Americano |
| ------------------------------------------ |
| Vila Velha Tritões (4º título)             |